# Цецилия Римская
Цецилия Римская, Санта-Чечилия (лат. Caecilia Romana, итал. Santa Cecilia, в православных святцах Кикилия Римская; 200, Рим — 230, Рим) — святая дева-мученица III века. В католической церкви с XVI века является покровительницей церковной музыки.
В Западной Европе к изображению святой Цецилии не раз обращались выдающиеся живописцы. С XIV века в Европе святая Цецилия обычно изображается с музыкальным инструментом, нередко лютней или небольшим органом (позитивом) в руках; другой иконографический атрибут — роза. Имя святой Цецилии упоминается в I Евхаристической молитве (Римский канон) святой мессы латинского обряда Римско-Католической Церкви.
В православии почитается, как святая мученица, но не входит в число наиболее популярных святых. В форме Кикилия имя святой может употребляться, как крестильное имя в Русской православной церкви, однако, на практике используется исключительно редко.

## Жизнеописание
Святая Цецилия родилась в благородной римской семье и ещё в юности постигла христианскую духовную премудрость. Поэтому смыслом её жизни стало служение неимущим и желание остаться в чистоте и целомудрии до смерти. Мало кто знал, что под пышными нарядами она носит власяницу.
Пришло время и родители решили выдать дочь замуж за знатного язычника Валериана. Девушка не стала перечить родителям и только молилась о помощи Божьей. И ей не только удалось отговорить жениха от супружеской телесной жизни, но и привести его в христианство. В дальнейшем к христианству был приведен и брат Валериана Тивуртий. Молодые люди всячески помогали беднякам и их имущество быстро расходилось по Риму.
Префект Турций Алмахий решил воспрепятствовать деятельности молодых христиан, вызвал их на допрос и приказал принести жертвы языческим богам, на что получил отрицательный ответ. Под ударами плетей святой Валериан упрашивал христиан не пугаться мук и твёрдо верить в Христа.
Алмахий принял решение о казни святых, но не в городе, а за его пределами. По пути братья убеждали воинов стать христианами и их начальник Максим настолько уверовал, что пригласил идущих на казнь к себе домой, где был крещён вместе со всей семьёй.
На следующий день, когда казнь над Валерианом и Тивуртием совершилась, Святой Максим всенародно исповедал себя христианином и рассказал, как видел восхождение душ казнённых к небесам. За это Максима прилюдно замучили, забив насмерть плетьми.
А в это время святая Цецилия успела раздать остатки имущества и привести к Богу 400 римлян. Сначала её пытались умертвить в раскалённой бане, но три дня мучений не принесли никакого результата. Святая Цецилия оставалась жива. Тогда её попытались усечь мечом, но палач не смог отрубить деве голову и нанёс только смертельные раны. После этого святая Цецилия прожила ещё три дня, твёрдо исповедуя христианскую веру и призывая к Богу окружающих.

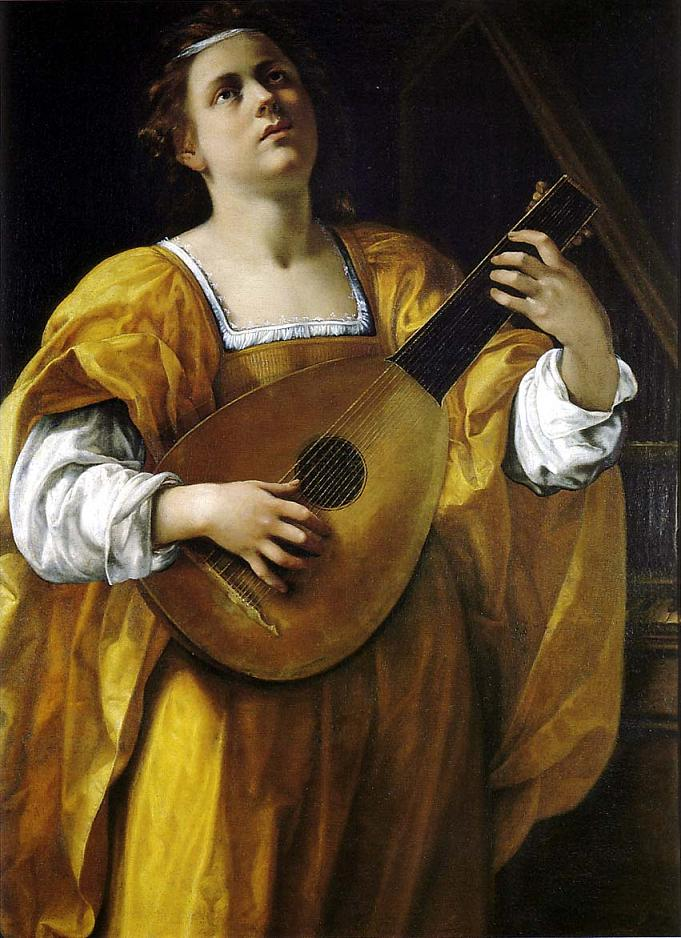
А. Джентилески. Св. Цецилия с лютней. 1620. Холст, масло. Галерея Спада, Рим

## История мощей

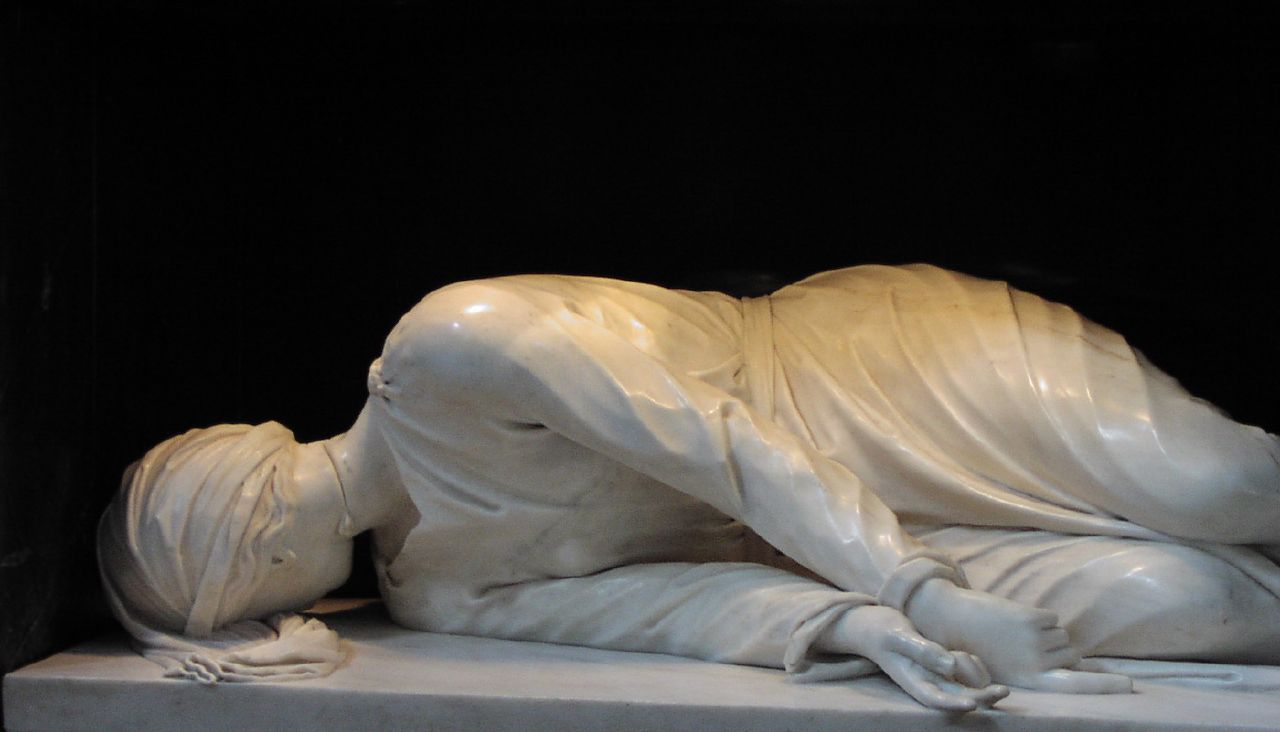
Мученичество Святой Чечилии. 1599—1600. Мрамор. Церковь Санта-Чечилия-ин-Трастевере, Рим

Христиане похоронили тело святой Цецилии в римских катакомбах и веками молились перед ними. В IX веке папа Пасхалий I торжественно перенёс мощи святой из катакомбы Претекстата (другие источники говорят о катакомбах Каллиста) и поместил в храм св. Цецилии в Трастевере, а голову определил хранить в монастыре Санти-Куаттро-Коронати. Но когда в 1599 году мощи были открыты, то голова оказалась вместе с телом. Присутствовавшие при открытии мощей засвидетельствовали их нетленность, после чего мощи были положены под престолом Санта-Чечилия-ин-Трастевере. Скульптор Мадерно, участвовавший в открытии мощей, запечатлел увиденное им тело Цецилии в скульптуре, находящейся в Санта-Чечилия-ин-Трастевере (копия в катакомбах Сан-Каллисто).
Частица мощей святой Цецилии хранится в одноименной церкви в Бенрате (Дюссельдорф, Германия).

## Покровительница музыки

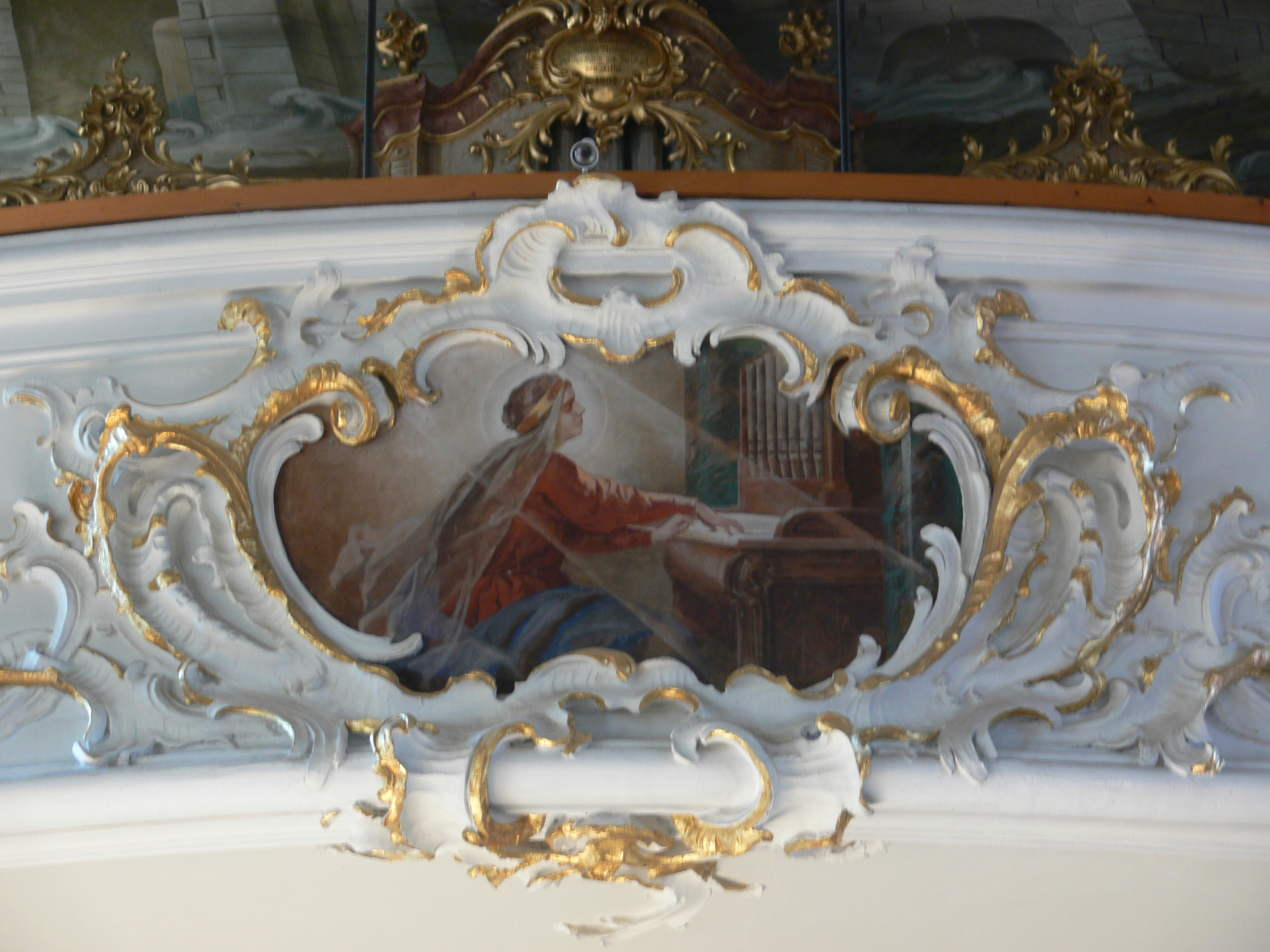
Церковь св. Панкратия, Виггенсбах. Святая Цецилия у органа.

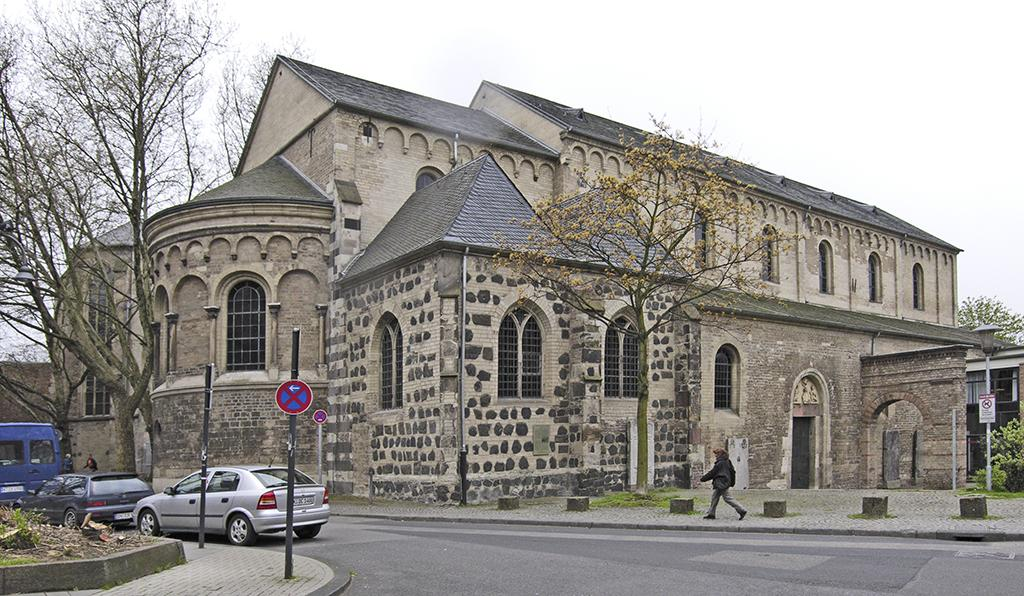
Романская церковь Святой Кикилии в Кёльне

С XVI века святую Цецилию почитают покровительницей церковной музыки. Согласно преданию, она молилась Богу и пела духовные песнопения в то время, как её вели к венцу и вокруг упражнялись в пении язычники. Святую изображают с разными музыкальными инструментами, но чаще всего с лютней или небольшим органом-позитивом.
Св. Цецилии посвящён ряд вокальных сочинений западноевропейских композиторов XVII—XX веков, среди которых 4 оды ко дню Св. Цецилии Г. Пёрселла (Z 328/4, Z 329, Z 339, Z 334), кантата «Легенда о св. Цецилии» Ю. Бенедикта (1866), «Торжественная месса в честь Святой Цецилии» Ш. Гуно (1874), «Гимн св. Цецилии» op. 27 Б. Бриттена (1942; Бриттен родился в день св. Цецилии и считал для себя, как музыканта, это совпадение неслучайным).
Одним из наиболее известных композиторов, обращавшихся к этой тематике, являлся Георг Фридрих Гендель, который ко дню святой Цецилии в сентябре 1739 году всего за восемь дней написал «Оду на день Св. Цецилии», и 22 ноября того же года она была впервые исполнена в Лондоне.
Огромный витраж «Святая Цецилия» украшает фойе Большого зала Московской консерватории. Стеклянное полотно, выполненное в 1901 году в витражной мастерской Северного стекольно-промышленного общества, погибло во время Великой Отечественной войны. В 2010 году оно было воссоздано в петербургской мастерской В. Лебедева.